# Sieliżarowo
Sieliżarowo – osiedle typu miejskiego w Rosji, w obwodzie twerskim. W 2010 roku liczyło 6725 mieszkańców.